# Alf Hiltebeitel
Alf John Hiltebeitel (New York, 10 aprile 1942 – Cali, 12 marzo 2023) è stato uno storico delle religioni e indologo statunitense.

## Biografia
Per anni professore di storia delle religioni e scienze umane alla George Washington University a Washington, Hiltebeitel era uno specialista della letteratura epico-religiosa hindū (Itihāsa), segnatamente del Mahābhārata e del Rāmāyaṇa.
Morì nel 2023 in Colombia.

## Opere principali
- The Ritual of Battle: Krishna in the Mahabharata, Cornell University Press (1976). (Reprinted Albany: State University of New York Press, 1990; Delhi: Sri Satguru Publications, 1991).
- The Cult of Draupadi: Mythologies: From Gingee to Kuruksetra, University of Chicago Press (1988). (Reprinted Delhi: Motilal Banarsidass, 1992).
- The Cult of Draupadi: On Hindu Ritual and the Goddess, University of Chicago Press (1991).
- Rethinking India's Oral and Classical Epics: Draupadi among Rajputs, Muslims, and Dalits, University of Chicago Press (1999). (Reprinted Delhi: Oxford, 2001).
- Rethinking the Mahabharata: A Reader's Guide to the Education of the Dharma King, University of Chicago Press (2001).
- Dharma: Its Early History in Law, Religion, and Narrative, Oxford University Press (2011).
- Reading the Fifth Veda: Studies on the Mahabharata; Essays by Alf Hiltebeitel, volume 1, ed. by Vishwa Adluri and Joydeep Bagchee, E. J. Brill (2011).
- When the Goddess Was a Woman: Mahabharata Ethnographies; Essays by Alf Hiltebeitel, volume 2, ed. by Vishwa Adluri and Joydeep Bagchee. E. J. Brill (2011).